# フロリダバス
フロリダバス（フロリダ・ラージマウスバス、学名 Micropterus salmoides）は、スズキ目・サンフィッシュ科に属する北米大陸原産の淡水魚であり、特定外来生物に指定されている。

## 分類・分布
フロリダバスが最初に正式に記述されたのは1822年のことで、フランス人博物学者のシャルル・アレクサンドル・ルスールによりCichla floridanaと記された。 分類学上のタイプは東フロリダから採種された。オオクチバス (M. salmoides)と同じ種でありつつもその亜種であると考えられていたが、しかしながら近年では、はっきり別の種であると扱われている。2022年の系統発生の研究によると、これらが別個の種であることを支持するだけでなく、それまで考えられていたよりも広範囲に分布していたことも判明した。実際にM. salmoidesのタイプ産地はM. floridanusの生息域内であることが判明した。つまりベルナール・ジェルマン・ド・ラセペードによって1802年にM. salmoidesだと記された種は、フロリダバスであってオオクチバスではないということになる。この場合、フロリダバスの正しい二名法による学名はM. salmoidesであって、M. floridanusはジュニアシノニムということになる。オオクチバスはM. nigricans (Cuvier, 1828)と改名され、オオクチバスの生息域であるヒューロン湖をタイプ産地としている。
本種は本来日本に生息していなかったが、1990年代後半になって奈良県の池原貯水池に生息するブラックバスからフロリダバスの遺伝子が発見された（北川ら、2000）のが本種が日本で公式に確認された最初の記録である。

## 形態
全長50-70cm、体重3-6kgほどだが、85cm、11.35kgのものが捕獲されている（スレ掛かりだったため、公式には認められていない）。体は非常に延長してやや側扁する（左右に平たい）。口は大きく、下顎は上顎よりも前に突出する。口裂の後端は瞳孔直下よりもうしろに位置する。背鰭（せびれ）と臀鰭（しりびれ）の棘（とげ）は鋭い。全身を大きな櫛鱗（しつりん）で覆われる。体色は暗いオリーブ色で腹側は色が淡く、体側に幅広い暗色で不明瞭な縦帯（縦縞）がある。

## 生態
止水環境を好み、フロリダ半島の湖沼や流れの緩やかな河川に生息する。肉食性で、小魚や大型甲殻類（ザリガニなど）を食べる。春から初夏にかけてが繁殖期で、雄は浅いすり鉢状の産卵巣を作り、そこに雌を導いて産卵させる。孵化した仔魚を雄が保護する習性がある。日本における生態は、未だ研究事例がないので不明である。

## オオクチバスとの差異
フロリダバスとオオクチバス（ノーザンラージマウスバス）を形態的に区別する決定的な形質は側線有孔鱗数であり、オオクチバスでは68枚以下であるのに対して、フロリダバスでは70枚以上であるとされている (Tomelleri and Eberle, 1990)。幽門垂数や脊椎骨数にも相違がみられる (Chew, 1975)。また体側の縦帯が、オオクチバスでは明瞭で連続した帯であるのに対して、フロリダバスではこれが不明瞭で、しばしば断続的になる (Tomelleri and Eberle, 1990)。
遺伝的にも両種は明らかに相違し、フロリダバスとオオクチバスの間ではいくつかのアイソザイム系遺伝子座で対立遺伝子が置換し (Philipp et al. 1983)、またミトコンドリアDNA分析の結果でも両種に固有なハプロタイプが報告されている (Bremer et al. 1998)。
その他の特徴として、フロリダバスはオオクチバスよりも成長度が卓越しているとされ、全長70cmを越えるものも珍しくないと言われている。しかしながら、北米においてフロリダバスとオオクチバスを同じ条件で飼育した多くの研究結果では、むしろフロリダバスの方が成長が劣り(Zolczynski Jr. and Davis 1976; Isely et al. 1987; Kleinsasser et al. 1990; Williamson and Carmichael 1990; Philipp and Whitt 1991)、フロリダバスの成長がよいのはフロリダ半島という生息地の温暖な気候によるものであろうと考えられている (Chew, 1975)。
さらに、継続的接触機会を与えられた両種は生殖能力のある種間雑種を容易に生じ (Tomelleri and Eberle, 1990)、戻し交雑も多い (Isely et al. 1987)。

## 養殖
台湾や九州などで「フロリダバス」が食用として養殖されていたことがある。切り身（フィレー）などに加工して出荷されていた。しかしながら、九州のある養殖場で養殖されていた「フロリダバス」を遺伝学的に調べたところ、実はオオクチバス（ノーザンラージマウスバス）であることが判明した事例がある。

## 日本での拡散の経緯
1988年に奈良県の池原貯水池に、地元の漁業協同組合の承認の元で「フロリダバス」が放流されたという記録があるが（西山、1988）、1990年代前半に池原貯水池のバスを遺伝的に調べたところフロリダバスの遺伝子は発見されず (Yokogawa, 1998)、前述の養殖「フロリダバス」の事例から類推しても、1988年に放流されたものが本当にフロリダバスだったのかどうかは疑問である。池原貯水池へのバスの放流は、当時の法律に照らせば違法性はなかったと思われるが、現行の奈良県漁業調整規則第二十八条でオオクチバス属魚類の移殖放流は禁じられている。 
その後1990年代後半になって池原貯水池のバスのミトコンドリアDNAを調べた結果、いくつかの個体からフロリダバスの遺伝子（ハプロタイプ）が検出され、形態的特徴も考慮して池原貯水池のバスはオオクチバスとフロリダバスの交雑集団であることが示された（北川ら、2000）。
これらのことから、池原貯水池にフロリダバスが実際に侵入したのは1990年代後半か、あるいは1988年に放流されたものが真のフロリダバスだったとすると、1990年代後半になって貯水池内で顕著に繁殖してきた可能性が考えられる。
2000年代前半になると、日本最大の湖である琵琶湖において湖内の多くの地点のバスからフロリダバスの遺伝子（アイソザイム系）が頻繁に検出された (Yokogawa et al, 2005)。さらにミトコンドリアDNAの分析によってもそれが裏付けられた（高村，2005）。このような現象が自然に発生することはあり得ず、明らかに人為的なフロリダバスの大規模放流が行なわれたものと推定される。交雑によってオオクチバスあるいはフロリダバスの遺伝子が選択的に残存するメカニズムがないとすれば、侵入したフロリダバスは従来生息していたオオクチバスに匹敵する数量であったと推定される。現在、琵琶湖内ではオオクチバスとフロリダバスの交雑が大規模に進行しつつあり、近い将来にはすべて交雑個体となるであろう。
この琵琶湖に大量に侵入したフロリダバスの由来について、それが池原貯水池の個体群から持ち込まれた可能性は以下の理由によって否定される (Yokogawa et al, 2005)。
1. 現在の琵琶湖のバスの遺伝子頻度から推定すると、琵琶湖に侵入したフロリダバスの数量は琵琶湖に先住していたオオクチバスのそれに匹敵すると考えられるが、池原貯水池にはそのような大量のバスは存在しない。
2. 琵琶湖では、遺伝子型から判断して純粋なフロリダバスと推定される個体も出現するが、池原貯水池の個体群は交雑個体ばかりで純粋なフロリダバスは存在しない。
3. 池原貯水池の個体群で低頻度にみられる遺伝子が、現在の琵琶湖の個体群からは検出されない。

さらに最近では、近畿地方の池原貯水池や琵琶湖とは別水系の湖沼でもフロリダバスの遺伝子が確認されており（北川ら、2005）、フロリダバスは拡散の傾向を見せている。

## 引用文献
- Bremer, J. S. A., L. Zhang, J. S. Bulak and B. Ely. 1998.  A polymerase chain reaction-restriction fragement length polymorphism (PCR-RFLP) assay for the discrimination of mitochondrial DNA from Florida and northern subspecies of largemouth bass.  Tansactions of American Fisheries Society, 127, 507-511.
- Chew, R. L. 1975.  The Florida largemouth bass.  in Black Bass Biology and Management (ed. by R. H. Stroud and H. Clepper), Sport Fishing Institute, Washington D.C., US., pp. 450-458.
- Isely, J. J, R. L. Noble, J. B. Koppelman and D. P. Philipp. 1987.  Spawning period and first-year growth of northern, Florida, and intergrade stocks of largemouth bass.  Transactions of the American Fisheries Society, 116, 757-762.
- Kassler, T. W., J. B. Kopperman, T. J. Near, C. B. Dillman, J M. Levengood, D. L. Swoffoord, J. L. VanOrman, J. E. Claussen and D. P. Philipp.  2002.  Molecular and morphological analyses of the black basses: implications for taxonomy and conservation.  in Back bass: ecology, conservation, and management (ed. by D. P. Philipp and M. S. Ridgway).  American Fisheries Society, Bethesda, US., pp. 291-322
- 北川忠夫・沖田智明・伴野雄次・杉山俊介・岡崎登志夫・吉岡　基・柏木正章．2000．奈良県池原貯水池から検出されたフロリダバス Micropterus salmoides floridanus 由来のミトコンドリアDNA．日本水産学会誌，66(5): 805-811．
- 北川えみ・北川忠生・能宗斉正・吉谷圭介・細谷和海．2005．オオクチバスフロリダ半島産亜種由来遺伝子の池原貯水池における増加と他湖沼への拡散．日本水産学会誌，71(2): 146-150．
- Kleinsasser, L. J., J. H. Williamson and B. G. Whiteside. 1990.  Growth and catchability of northern, Florida, and F1 hybrid largemouth bass in Texas ponds.  North American Journal of Fisheries Management, 10, 462-468.
- 西山　徹．1988．フロリダバスがやってきた！．Basser，No.9，132-133．
- Pelzman, R. J.  1980.  Impact of Florida largemouth bass, Micropterus salmoides floridanus, introductions at selected northern California waters with a discussion of the use of meristics for detecting introgression and for classifying individual fish of intergraded populations.  California Fish and Game, 66(3): 133-162.
- Philipp, D. P., W. F. Childers and G. S. Whitt.  1983.  A biochemical genetic evaluation of the northern and Florida subspecies of largemouth bass.  Transactions of the American Fisheries Society, 112(1): 1-20.
- Philipp, D. P. and G. S. Whitt. 1991.  Survival and growth of northern, Florida, and reciprocal F1 hybrid largemouth bass in central Illinois. Transactions of the American Fisheries Society, 120, 58-64.
- 高村健二．2005．日本産ブラックバスにおけるミトコンドリアDNAハプロタイプの分布．魚類学雑誌，52(2)，107-114．
- Tomelleri, J. R. and M. E. Eberle.  1990.  Fishes of the central United States.  University Press of Kansas, Laurence, US. xv+226 pp.
- Williamson, J. H. and G. J. Carmichael. 1990.  An aquacultural evaluation of Florida, northern, and hybrid largemouth bass, Micropterus salmoides.  Aquaculture, 85, 247-257.
- Yokogawa, K. 1998.  Morphological and genetic structures of largemouth bass Micropterus salmoides in Japanese fresh waters.  Suisanzoshoku（日本水産増殖学会誌）, 46(3): 321-332.
- Yokogawa, K., N. Nakai and F. Fujita. 2005.  Mass introduction of Florida bass Micropterus floridanus into Lake Biwa, Japan, suggested by recent dramatic genomic change.  Aquaculture Science（日本水産増殖学会誌）, 53(2): 145-155.
- Zolczynski, S. J. Jr. and W. D. Davis. 1976.  Growth characteristics of the northern and Florida subspecies of largemouth bass and their hybrid, and a comparison of catchability between the subspecies.  Transactions of the American Fisheries Society, 105, 240-243.